# Krištof Kandut
‎Krištof Kandut, slovenski teolog in filozof, * 6. avgust 1830, Slovenj Gradec, † 30. oktober 1892, Gradec.
Na Visoki bogoslovni šoli v Mariboru je v letih 1862−1864 predaval cerkveno pravo.